# DTDP-4-amino-4,6-didezoksi-D-glukoza transaminaza
DTDP-4-amino-4,6-didezoksi--glukoza transaminaza (EC 2.6.1.33, timidin difosfo-4-amino-4,6-didezoksiglukozna aminotransferaza, timidin difosfo-4-amino-6-dezoksiglukozna aminotransferaza, timidin difosfo-4-keto-6-dezoksi--glukozna transaminaza, timidin difosfo-4-keto-6-dezoksi--glukoza-glutaminska transaminaza, TDP-4-keto-6-dezoksi--glukozna transaminaza, VioA, dTDP-4-amino-4,6-didezoksi--glukoza:2-oksoglutarat aminotransferaza) je enzim sa sistematskim imenom dTDP-4-amino-4,6-didezoksi-alfa--glukoza:2-oksoglutarat aminotransferaza. Ovaj enzim katalizuje sledeću hemijsku reakciju
dTDP-4-amino-4,6-didezoksi-alfa--glukoza + 2-oksoglutarat {\displaystyle \rightleftharpoons } dTDP-4-dehidro-6-dezoksi-alfa--glukoza + L-glutamat
Ovaj enzim je piridoksal-fosfatni protein.

## Literatura
- Nicholas C. Price; Lewis Stevens (1999). Fundamentals of Enzymology: The Cell and Molecular Biology of Catalytic Proteins (Third изд.). USA: Oxford University Press. ISBN 019850229X.
- Eric J. Toone (2006). Advances in Enzymology and Related Areas of Molecular Biology, Protein Evolution (Volume 75 изд.). Wiley-Interscience. ISBN 0471205036.
- Branden C; Tooze J. Introduction to Protein Structure. New York, NY: Garland Publishing. ISBN 0-8153-2305-0.
- Irwin H. Segel. Enzyme Kinetics: Behavior and Analysis of Rapid Equilibrium and Steady-State Enzyme Systems (Book 44 изд.). Wiley Classics Library. ISBN 0471303097.
- William P. Jencks (1987). Catalysis in Chemistry and Enzymology. Dover Publications. ISBN 0486654605.

## Spoljašnje veze
- DTDP-4-amino-4,6-dideoxy-D-glucose+transaminase на 